# Lohbarbek
Lohbarbek er en by og kommune i det nordlige Tyskland, beliggende i Amt Itzehoe-Land under Kreis Steinburg. Kreis Steinburg ligger i den sydvestlige del af delstaten Slesvig-Holsten.

## Geografi
Lohbarbek strækker sig fra den sydlige udkant af Hohenlockstedt i nord til floden Stör mod syd, omkring 7 kilometer nordvest for Itzehoe. Bundesstraße B206 går gennem kommunen.